# Athetis fumicolor
Athetis fumicolor là một loài bướm đêm trong họ Noctuidae.